# Rebel·lió d'An Lushan
La rebel·lió d'An Lushan és el conflicte originat per la sublevació del general An Lu Shan i els seus successors contra el domini de la dinastia Tang, que provocà més de 36 milions de morts a la Xina. La rebel·lió s'inicià el 756 i fou esclafada el 763, exigí la intervenció de tres emperadors i causà l'assassinat del líder, de la favorita imperial i de diversos funcionaris de la dinastia regnant, a part de les nombroses baixes civils i a l'exèrcit (xifres qüestionades pel sistema de registre de l'època). Es considera un dels enfrontaments més sagnants de l'alta edat mitjana.

## Causes de la revolta
Els motius per l'aixecament d'An Lu Shan varien segons les fonts: una història d'amor frustrat amb una concubina reial, l'afany de poder que el portà a proclamar-se emperador, rivalitats amb el primer ministre Yang Guozhong, assetjament per part de la cort i fins i tot un intent de redreçar el país després d'una sèrie de catàstrofes naturals vistes com a profètiques per gran part de la població.

## La revolta
An Lu Shan es va revoltar a finals de 755 i el 16 de desembre el seu exèrcit va sortir de Fanyang (a prop de l'actual Pequín). En el camí va tractar amb respecte els funcionaris locals de la dinastia Tang que es rendien i com a resultat es van incorporar a les seves files. Es va moure ràpidament al llarg del Gran Canal i va capturar Luoyang el 18 de gener de 756, derrotant al general Feng Changqing, poc proveït. Allà, el 5 de febrer, An Lushan es va declarar Emperador de la nova Dinastia Yan i es va dirigir a capturar la capital occidental de Tang, Chang'an per després intentar continuar cap al sud de la Xina per completar la seva conquesta. El fracàs en el setge de Yongqiu i la propera Suiyang, a la primavera de 756 va impedir que les forces Yan conquerissin el sud de la Xina abans que els Tang poguessin recuperar-se i l'exèrcit Yan no va poder va prendre el control de Suiyang després d'un setge de dos anys després de la captura de Luoyang.
Les forces d'An Lushan de camí a Chang'an van quedar bloquejades als passos d'alta muntanya de Tongguan per les tropes lleials van ser derrotades quan van sortir de les posicions defensives. Amb les forces d'An avançant cap a Chang'an, el 14 de juliol de 756, l'emperador Xuanzong va abandonar Chang'an i va fugir de la ciutat cap a Jiangnan, mentre el seu fill Li Heng va anar a Lingwu on, el 12 d'agost va ser declarat emperador Suzong.
Quan l'exèrcit Yan havia capturat la major part del nord de la Xina el 756, les forces Tang restants es van reunir al voltant de Suzong a Lingwu, i el 757, amb les forces Yan delmades després del setge de Suiyang i costoses campanyes a Shanxi, el maig de 757 els Tang van ser derrotats a la batalla de Qingqu. L'emperador Suzong va demanar ajut al Kanat Uigur que dominava Mongòlia, on ja governava Bayanchur, el successor de Kutlugh Bilgä, a canvi de permís per saquejar la regió de Chang'an un cop recuperada. Els 4.000 genets uigurs van arribar a Fengxiang per unir-se a les forces d'elit Tang i van atacar primer Chang'an, que van recuperar el 29 d'octubre després de la batalla del Temple Xiangji, convertint-la de nou en la capital Tang. Suzong va negociar amb els uigurs en lloc de saquejar Chang'an, fer-ho amb Luoyang, la capital de Dinastia Yan. Els Yan es van retirar a Luoyang perseguits per les forces Tang i uigur, però foren derrotats a la batalla del Pas Tong el 30 de novembre i entrant a Luoyang el 3 de desembre, que va patir un fort saqueig dels uigurs. Els uigurs van retornar a casa i l'ofensiva es va aturar.

## El final de la revolta
El conflicte provocà un canvi en el sistema de govern xinès, amb més descentralització i poder per als senyors locals. Afectà igualment la cultura oficial, que entrà en un període de declivi.
An Qingxu, fill d'An Lushan, va succeir al seu pare i va ser assassinat pels rebels, sent succeït per Shi Siming, tinent d'An Lushan, que va ser assassinat pel seu fill Shi Siming, va succeir al seu pare. Es va suïcidar el 763 després de perdre Luoyang a mans de l'Emperador Daizong de Tang, i l'estat de Yan es va ensorrar.

## Conseqüències
La derrota militar del 751, a mans dels àrabs a la batalla de Talas i la rebel·lió d'An Lushan va marcar el final de l'autoritat Tang a l'Àsia central.
Mentre l'Emperador Daizong de Tang estava a Luoyang poc després de conquerir Yan, les tropes de l'imperi Tibetà sota el comandament de Takdra Lukhong van ocupar Chang'an instal·lant el príncep Li Chenghong com a emperador titella. Les forces tibetanes, però, no van poder obligar el canceller Miao Jinqing, que no va poder fugir de Chang'an a causa d'una malaltia, a cooperar amb el règim de Li Chenghong. Aviat, amb el general Tang Guo Ziyi muntant un moviment de resistència, les forces tibetanes van saquejar la ciutat i van marxar el 30 de novembre de 763, quinze dies després d'entrar en la ciutat.
L'any 765 Chang'an va ser assetjada per una aliança de l'Imperi Tibetà i el Kanat Uigur però els uigurs van trencar la seva aliança i Takdra Lukhong va ser derrotat per les forces aliades xineso-uigures dirigides per Guo Ziyi i va haver de retirar-se.
La dinastia Tang va mantenir el seu poder durant dècades després de la rebel·lió d'An Lushan i encara va poder llançar conquestes i campanyes ofensives com la destrucció del Kanat Uigur a Mongòlia entre el 840 i 847. Va ser la rebel·lió de Huang Chao entre 874 i 884 la que va destruir permanentment el poder de la dinastia Tang doncs el poder dels jiedushi o governadors militars provincials va augmentar molt després que les tropes imperials van aixafar els rebels.